# Szereg geometryczny
Szereg geometryczny – szereg postaci
{\displaystyle \sum _{n=1}^{\infty }aq^{n-1}\;{}} gdzie {\displaystyle {}\;a,q\in \mathbb {R} }
{\displaystyle a} jest pierwszym wyrazem szeregu geometrycznego, a {\displaystyle q} – ilorazem szeregu geometrycznego.
{\displaystyle n}-tą sumą częściową jest suma pierwszych {\displaystyle n} wyrazów szeregu:
{\displaystyle S_{n}=a+aq+\ldots +aq^{n-1}=\sum _{k=1}^{n}aq^{k-1},\quad n\in \mathbb {N} .}
Wartość {\displaystyle n}-tej sumy częściowej jest równa:
- {\displaystyle S_{n}=a{\frac {1-q^{n}}{1-q}}}  dla  {\displaystyle q\neq 1,}
- {\displaystyle S_{n}=na}  dla  {\displaystyle q=1.}

Dowód. Niech {\displaystyle q\neq 1.} Wzór jest prawdziwy dla {\displaystyle n=1,} bowiem {\displaystyle S_{1}=a=a{\frac {1-q^{1}}{1-q}}.} Załóżmy indukcyjnie, że wzór jest prawdziwy dla {\displaystyle n.} Wówczas
{\displaystyle S_{n+1}=S_{n}+aq^{n}\ \ {\stackrel {*}{=}}\ \ a{\frac {1-q^{n}}{1-q}}+aq^{n}=a{\frac {1-q^{n}}{1-q}}+aq^{n}{\frac {1-q}{1-q}}=a{\frac {1-q^{n}+q^{n}-q^{n+1}}{1-q}}=a{\frac {1-q^{n+1}}{1-q}}.}
W równości oznaczonej gwiazdką „*” wykorzystaliśmy założenie indukcyjne {\displaystyle S_{n}=a{\frac {1-q^{n}}{1-q}}.} Na mocy twierdzenia o indukcji matematycznej otrzymujemy prawdziwość wzoru dla dowolnego {\displaystyle n\in \mathbb {N} .}
Jeśli {\displaystyle q=1,} to wszystkie wyrazy szeregu {\displaystyle \sum _{n=1}^{\infty }aq^{n-1}} są równe {\displaystyle a} i {\displaystyle n}-ta suma częściowa ma postać
{\displaystyle S_{n}=\underbrace {a+a+\ldots +a} _{n}=na.}

## Zbieżność szeregów geometrycznych
Szereg geometryczny {\displaystyle \sum _{n=1}^{\infty }aq^{n-1}} jest zbieżny wtedy i tylko wtedy, gdy {\displaystyle |q|<1} lub {\displaystyle a=0.} Wówczas suma szeregu dana jest wzorem {\displaystyle \sum _{n=1}^{\infty }aq^{n-1}={\frac {a}{1-q}}.}
Dowód.
- Jeśli {\displaystyle |q|<1,} to {\displaystyle \lim _{n\to \infty }S_{n}=\lim _{n\to \infty }a{\frac {1-q^{n}}{1-q}}={\frac {a}{1-q}},} gdyż {\displaystyle q^{n}\to 0.}
- Jeśli {\displaystyle a=0,} to dla każdego {\displaystyle n} zachodzi: {\displaystyle a_{n}=0,} więc {\displaystyle S_{n}=0,} a zatem {\displaystyle \lim _{n\to \infty }S_{n}=0.}

Od teraz załóżmy, że {\displaystyle a\neq 0.}
- Jeśli {\displaystyle |q|>1,} to {\displaystyle {\Bigg |}{\frac {aq^{n}}{aq^{n-1}}}{\Bigg |}=|q|>1} i na mocy kryterium d’Alemberta szereg {\displaystyle \sum _{n=1}^{\infty }aq^{n-1}} jest rozbieżny.
- Jeśli {\displaystyle q=1,} to {\displaystyle \lim _{n\to \infty }S_{n}=\lim _{n\to \infty }an=\infty .}
- Jeśli {\displaystyle q=-1,} to wyraz ogólny szeregu {\displaystyle \sum _{n=1}^{\infty }aq^{n-1}} jest postaci {\displaystyle a(-1)^{n-1}.} Zatem

{\displaystyle \sum _{n=1}^{\infty }aq^{n-1}=a-a+a-a+a-a+\ldots }
Stąd {\displaystyle S_{n}=a,} gdy liczba {\displaystyle n} jest nieparzysta oraz {\displaystyle S_{n}=0,} gdy liczba {\displaystyle n} jest parzysta. Zatem granica {\displaystyle \lim _{n\to \infty }S_{n}} nie istnieje.

## Przykład

Suma przykładowego szeregu geometrycznego:

W nieskończonym szeregu geometrycznym
{\displaystyle 1+{\frac {1}{2}}+{\frac {1}{4}}+\ldots =\sum _{n=0}^{\infty }{\frac {1}{2^{n}}}.}
iloraz {\displaystyle q} jest równy {\displaystyle {\frac {1}{2}},} zaś {\displaystyle a_{1}=1.} Wobec tego zgodnie z powyższym twierdzeniem
{\displaystyle \sum _{n=0}^{\infty }{\frac {1}{2^{n}}}={\frac {1}{1-{\frac {1}{2}}}}=2.}
Wynik ten obrazuje załączona grafika.